# Giovanni III del Portogallo
Giovanni III (in portoghese João III) d'Aviz, detto il Pio (Lisbona, 7 giugno 1502 – Lisbona, 11 giugno 1557), è stato il quindicesimo re del Portogallo e dell'Algarve.
Figlio del re Manuele I e di Maria d'Aragona, figlia quartogenita di Ferdinando II d'Aragona e di Isabella di Castiglia. Giovanni succedette a suo padre nel 1521, all'età di diciannove anni.
Durante il suo governo, i possedimenti portoghesi vennero estesi in Asia e nel nuovo mondo attraverso la colonizzazione del Brasile. La politica di Giovanni III tesa a rafforzare le basi commerciali del Portogallo in India (ad esempio a Goa) assicurarono alla sua nazione il monopolio sul commercio di alcune spezie come i chiodi di garofano o la noce moscata dalle Molucche, al punto da venire soprannominato "Re speziere". Alla vigilia della sua morte nel 1557, l'impero portoghese spaziava per circa 4 milioni di chilometri quadrati.
Durante il suo regno, i portoghesi divennero i primi europei a mantenere i contatti sia con la Cina, all'epoca sotto il dominio della dinastia Ming, e con il Giappone durante il periodo Muromachi. Abbandonò i territori musulmani del Nord Africa in favore del commercio con l'India e negli investimenti in Brasile. In Europa migliorò le relazioni con le regioni del mar Baltico e con la Renania, sempre per espandere il commercio nazionale.

## Biografia

### I primi anni

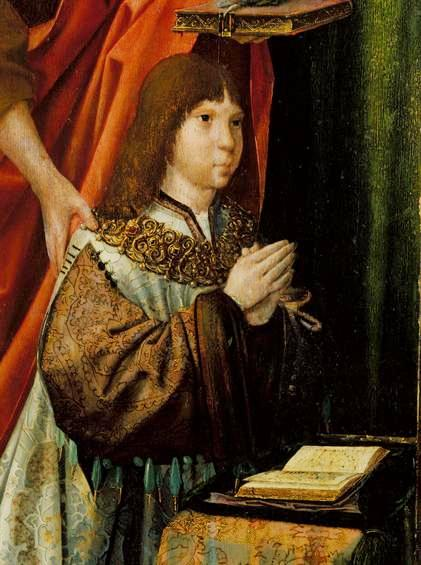
Il principe Giovanni dal Trittico degli Infanti; Maestro di Lourinhã, 1516

Giovanni, figlio primogenito del re Manuele I, nacque a Lisbona il 7 giugno 1502. L'evento venne celebrato con la rappresentazione a cura di Gil Vicente de La Visitazione o il Monologo del Bovaro (Auto da Visitação ou Monólogo do Vaqueiro) nella camera della regina.
Il giovane principe venne dichiarato erede al trono ufficialmente nel 1503, l'anno in cui nacque sua sorella minore, Isabella del Portogallo, poi imperatrice consorte del Sacro Romano Impero.
Giovanni venne educato dai professori più in vista dell'epoca in Portogallo, tra cui l'astrologo Tomás de Torres e Diogo de Ortiz, vescovo di Viseu, oltre a Luís Teixeira Lobo, uno dei primi umanisti del rinascimento portoghese, rettore dell'Università di Siena (1476) e professore di legge a Ferrara (1502).
Il cronista ufficiale di Giovanni, António de Castilho, disse che "Dom João III affrontava i problemi facilmente, completando le sue lacune culturali con la propria formazione pratica che dimostrò sempre di sapere usare durante il suo regno" (Elogio d'el rei D. João de Portugal, terceiro, do nome). Nel 1514 ottenne una propria casa, e alcuni anni dopo iniziò a ricoprire incarichi amministrativi per conto del padre.
All'età di sedici anni, Giovanni venne prescelto per sposare sua cugina di primo grado, la ventenne Eleonora d'Asburgo, figlia primogenita di Filippo il Bello e della regina Giovanna di Castiglia, ma ella finì invece per sposare suo padre Manuele I che era già vedovo. Giovanni prese questo fatto come un'offesa personale e diversi cronisti lo descrissero in questo periodo come melanconico e sofferente. Alcuni storici suggeriscono che questo potrebbe essere stato uno dei motivi per cui Giovanni divenne successivamente un fervente religioso, ottenendo il soprannome di il Pio (portoghese: o Piedoso).

### I primi anni di regno
Il 19 dicembre 1521, Giovanni venne incoronato re nella chiesa di São Domingo a Lisbona, dando inizio ai suoi trentasei anni di regno, caratterizzati da un'intensa attività intera ed estera, specialmente nelle relazioni con gli altri stati europei. Giovanni III continuò a centralizzare l'assolutismo politico come i suoi predecessori. Convocò le Cortes portoghesi solo tre volte nella sua vita e con grandi intervalli: nel 1525 a Torres Novas, nel 1535 a Évora e nel 1544 ad Almeirim. Tentò inoltre di ristrutturare la vita amministrativa e giudiziaria del suo reame.
Il matrimonio della sorella di Giovanni, Isabella con l'imperatore Carlo V d'Asburgo consentì al re portoghese di forgiare una forte alleanza con la Spagna e con il Sacro Romano Impero. Per rafforzare questi legami ulteriormente, egli stesso sposò una sua prima cugina, Caterina d'Austria, sorella minore di Carlo V e quindi sorella anche di Eleonora, sua ex promessa e attualmente sua matrigna. Il matrimonio venne celebrato a Crato, in Portogallo. La coppia ebbe nove figli da questo matrimonio, ma gran parte di loro morì in gioventù. All'epoca della morte di Giovanni, solo suo nipote Sebastiano era rimasto in vita per ereditarne la corona.

### La politica
Il grande Impero portoghese aveva all'epoca dell'ascesa di Giovanni III non poche difficoltà sulle spese e amministrative, gravato com'era da diversi debiti esteri e da deficit nel commercio. L'India portoghese e gli interessi della nazione nell'estremo oriente erano divenuti caotici sotto l'amministrazione superficiale di governatori ambiziosi ma poco ligi al loro dovere. Giovanni III rispose a tutto ciò con nuove nomine che diedero prova spesso di creare ulteriori problemi: in molti casi i nuovi governatori si trovarono persino a dovere combattere contro i loro predecessori per prendere possesso del loro incarico. Questi fallimenti nell'amministrazione portarono a un graduale declino del monopolio commerciale portoghese. In considerazione del cambio di tendenza e relativamente alla situazione militare internazionale con cui il Portogallo doveva confrontarsi Giovanni III dichiarò che ogni maschio tra i 20 e i 65 anni era reclutabile per il servizio militare dal 7 agosto 1549.
Tra i governatori nominati da Giovanni III alcuni sono rimasti famosi nella storia: Vasco da Gama, Pedro Mascarenhas, Lopo Vaz de Sampaio, Nuno da Cunha, Estêvão da Gama, Martim Afonso de Sousa, João de Castro ed Henrique de Meneses.
Oltremare l'impero era ostacolato dall'Impero ottomano sia nell'Oceano Indiano che nel Nord Africa, fatto che causò al Portogallo ulteriori spese per la difesa e le fortificazioni. Nel frattempo, nell'Atlantico dove le navi portoghesi erano sottoposte costantemente agli attacchi dei corsari, riuscirono però ad aprirsi un varco tra gli iniziali insediamenti francesi in Brasile e a stabilire un nuovo fronte per la colonizzazione. I francesi a questo punto strinsero delle alleanze con i nativi sudamericani contro i portoghesi.
Nel primo anno di regno di Giovanni III, le esplorazioni dell'estremo oriente continuarono e i portoghesi raggiunsero la Cina e il Giappone; questi successi erano sempre ostacolati dall'ingerenza di Solimano il Magnifico in India, dove si verificarono frequenti attacchi. Le spese per proteggere l'India portoghese furono notevoli e per pagarle Giovanni III fu costretto ad abbandonare un gran numero di fortezze in Nord Africa tra cui Safim (attuale Marocco), Azemmour, Alcácer Ceguer e Asilah.
Giovanni III riuscì a conseguire un'importante vittoria nell'assicurarsi il controllo delle Molucche, le "Isole delle spezie", pretese dalla Spagna sin dall'epoca della circumnavigazione di Magellano-Elcano. Dopo una decade di scontri nell'Asia meridionale, venne siglato dunque il Trattato di Saragozza con l'imperatore Carlo V il 22 aprile 1529. Esso definì le aree di influenza spagnola e portoghese in Asia e portò poi anche al Trattato di Tordesillas.

#### Relazioni internazionali
Il regno di Giovanni III venne contraddistinto da un'intensa attività diplomatica. Con la Spagna, egli siglò delle alleanze matrimoniali (lui stesso con Caterina di Spagna; Isabella con Carlo V; Maria - sua figlia - con Filippo II di Spagna e altri) per assicurarsi la pace nella Penisola iberica. Ad ogni modo, i continui matrimoni tra le due famiglie furono probabilmente i fattori che portarono alla scarsa salute dei figli di Giovanni e del futuro re Sebastiano. Giovanni III rimase neutrale nella guerra tra Francia e Spagna, ma mantenne la fermezza nel combattere i corsari francesi che attaccavano le sue navi. Rafforzò le relazioni con lo Stato Pontificio introducendo l'Inquisizione in Portogallo e l'adesione del clero portoghese alla Controriforma. Queste relazioni con la chiesa cattolica furono possibili in quanto Giovanni fu un sovrano particolarmente attento alle problematiche religiose del suo paese: i suoi fratelli Enrico e Alfonso vennero creati entrambi cardinali, mentre un suo figlio naturale, Duarte, divenne arcivescovo di Braga. Relazioni commerciali vennero intensificate con l'Inghilterra, i paesi delle regioni del Baltico e le Fiandre, mentre sul piano internazionale il Portogallo fu appunto la prima nazione europea a intrattenere contatti commerciali con il Giappone. In Cina, Macao venne offerta ai portoghesi e ben presto il Portogallo divenne la principale potenza commerciale dell'area. A sud i portoghesi continuarono le loro ostilità contro i loro rivali musulmani e i capi indiani insorgenti.

### Cultura

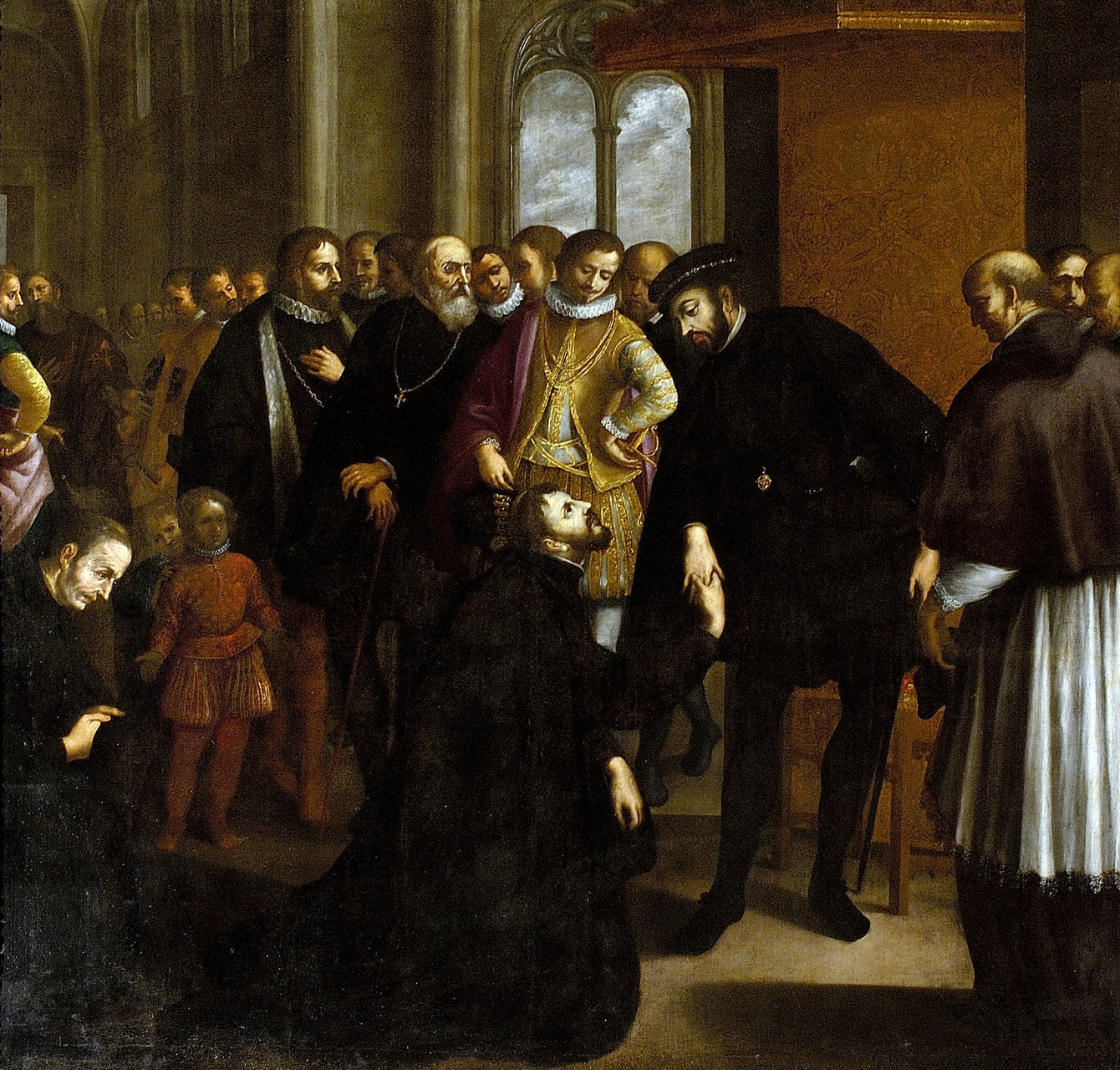
San Francesco Saverio chiede al re Giovanni III il permesso di evangelizzare l'Asia; Avelar Rebelo, 1635

Il supporto di Giovanni III alla causa umanista fu significativo. In campo letterario, egli fu sostenitore attivo di Gil Vicente, Garcia de Resende, Sá de Miranda, Bernardim Ribeiro, Fernão Mendes Pinto, João de Barros e Luís de Camões. Nel campo delle scienze, Giovanni III supportò il matematico Pedro Nunes e il fisico Garcia de Orta. Per questi suoi interessi e per i contatti con il noto umanista portoghese Luís Teixeira Lobo, Erasmo da Rotterdam gli dedicò il suo Chrysostomi Lucubrationes nel 1527.
Il re considerò anche in gran stima alcune famose università estere inviando cinquanta studenti capeggiati da Diogo de Gouveia a studiare presso l'Università di Parigi, al Collège Sainte-Barbe. Trasferì definitivamente l'università del Portogallo da Lisbona a Coimbra nel 1537.
Nel 1542 Giovanni III creò a Coimbra un Collegio delle Arti Liberali e vi chiamò personaggi di rilievo come André de Gouveia che era al Collegio di Guienne a Bordeaux.
Tra i personaggi di rilievo che pervennero in queste sue istituzioni ricordiamo George Buchanan, Diogo de Teive, Girolamo Osorio, Nicolas de Grouchy, Guillaume Guérante e Élie Vinet, che divenne decisivo nelle disquisizioni con il contemporaneo Pedro Nunes.
I gesuiti fondarono anche in Portogallo numerosi istituti ma questo creò non pochi problemi nell'educazione nazionale, creando rivalità con l'Università di Coimbra che si presentava maggiormente innovativa rispetto alle posizioni conservatrici della Società di Gesù. L'Inquisizione inoltre arrestò e uccise diversi insegnanti, censurando le loro idee come erasmiste.
Altro aspetto rilevante del governo di Giovanni III fu il supporto da lui dato ai missionari nel Nuovo Mondo, in Asia e in Africa. Nel 1540, dopo una serie di appelli al papa con la richiesta di missionari per le Indie orientali portoghesi, Giovanni III nominò San Francesco Saverio quale Nunzio Apostolico. Questi, che era stato studente di Diogo de Gouveia al Collège Sainte-Barbe, consigliò il re di portare con sé alcuni membri della Società di Gesù. I gesuiti si dimostrarono così particolarmente importanti nella mediazione delle relazioni portoghesi con i popoli nativi.

## L'Inquisizione

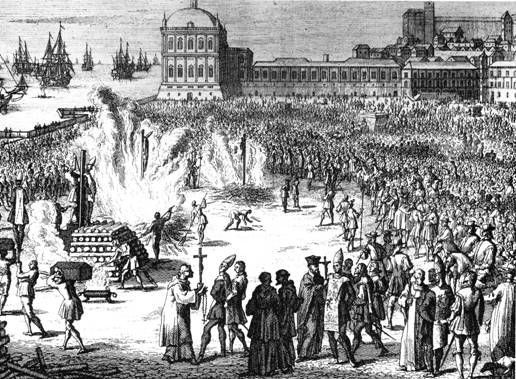
Una autodafé dell'Inquisizione portoghese, al Terreiro do Paço di fronte al Palazzo della Ribeira a Lisbona

L'Inquisizione venne introdotta in Portogallo nel 1536. Come nel caso della Spagna, l'Inquisizione venne posta sotto la diretta autorità del re.
Il Grande inquisitore, o Inquisitore generale, era nominato dal papa dopo essere stato prescelto dal re e solitamente era un membro della famiglia reale. Il suo compito era quello di nominare altri inquisitori e pertanto la delicata scelta ricadde sul cardinale Enrico, fratello del re (che divenne poi re lui stesso).
Tribunali dell'Inquisizione vennero stabiliti a Lisbona, Coimbra, Evora e, dal 1560, anche a Goa. L'Inquisizione di Goa cambiò radicalmente la demografia di Goa, in Asia.
Le attività dell'inquisizione si estesero anche alla censura dei libri, alla repressione della pratica della divinazione, della stregoneria e della bigamia, oltre alla persecuzione di crimini di natura sessuale, in particolar modo della sodomia. La censura in campo letterario ebbe notevoli influssi nell'evoluzione culturale portoghese, mantenendo il paese in ignoranza e arretratezza culturale rispetto a molti altri paesi europei dell'epoca.

### La gestione dell'impero

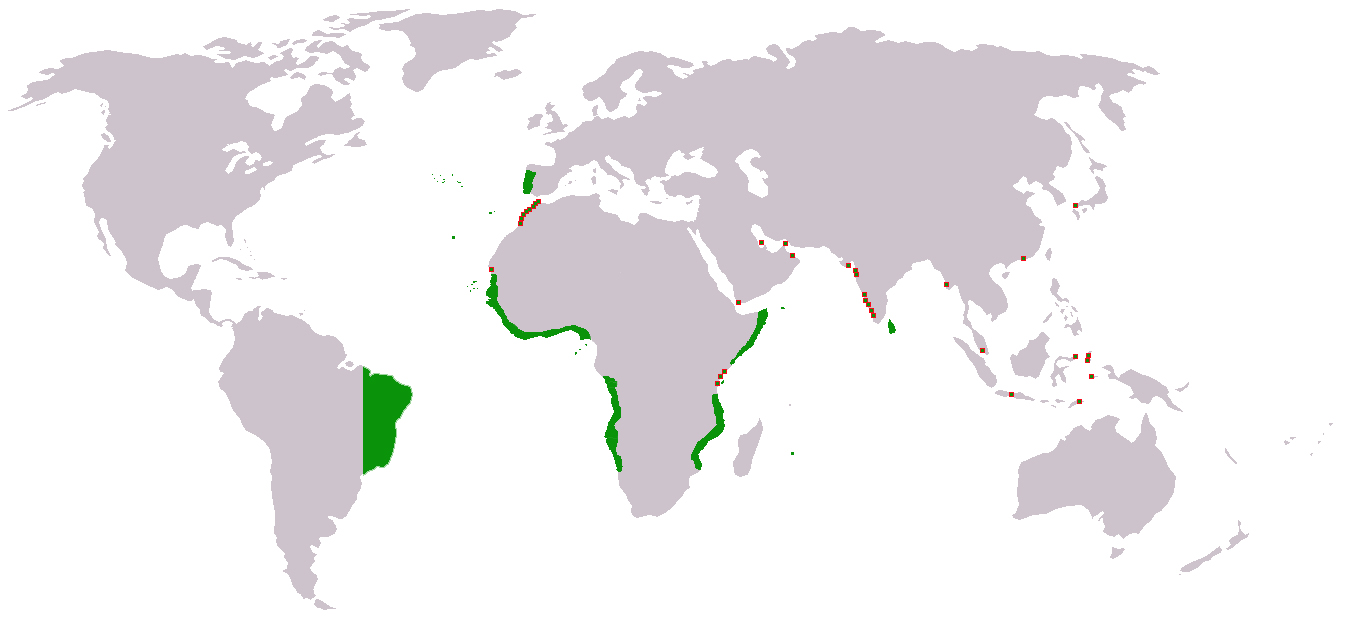
Mappa dell'Impero coloniale portoghese e dei suoi avamposti militari all'apice del regno di Giovanni III del Portogallo

### Relazioni luso-africane
Al tempo di Giovanni III, il commercio tra i portoghesi e gli africani era estremamente intenso nelle feitorias di Arguim, Mina, Mombasa, Sofala o Mozambico. Sotto Giovanni III, molte spedizioni partite dalla costa africana avanzarono all'interno del continente. Queste spedizioni vennero costituite da navigatori, mercanti, avventurieri e missionari. Le missioni in Africa vennero coordinate dal Collegio delle Arti di Coimbra. L'obbiettivo era di incrementare i domini del regno, sviluppando relazioni pacifiche e cristianizzando la popolazione indigena. Le relazioni con i regnanti locali vennero spesso complicate dal commercio degli schiavi, come dimostrato dalla fitta corrispondenza di Giovanni con loro.
Giovanni III rifiutò di abbandonare tutte le postazioni portoghesi nel Nord Africa, ma dovette compiere delle scelte su base economica e strategica. Giovanni III decise pertanto di abbandonare Safi e Azamor nel 1541, seguite da Asilah e Alcácer Ceguer nel 1549. Le fortezze di Ceuta, Tangeri e Mazagan vennero invece rafforzate con "ulteriori e nuove tecniche militari, imposte dalla generalizzazione dell'artiglieria pesante, combinata con le spade e le armi da fuoco leggere".

### Relazioni luso-asiatiche

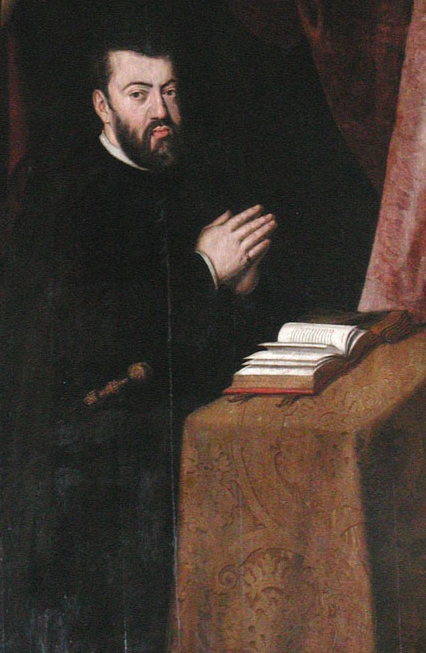
Ritratto del re D. João III del Portogallo; Cristóvão Lopes, 1552

Prima del regno di Giovanni III, i portoghesi avevano già raggiunto il Siam (1511), le Molucche (1512), le coste della Cina (1513), Canton (1517) e Timor (1515). Durante il governo di Giovanni, i portoghesi raggiunsero il Giappone, e alla fine del suo regno Macao venne offerta al Portogallo dalla Cina. Dall'India, Giovanni III faceva provenire ogni sorta di spezia, droghe e cotone, taficiras e alaquecas (prodotti tipici indiani). Dalla Malacca, mandarini, marzapane, legno di sandalo, canfora, porcellana, beijoim & calaim (tipi di spezie). Dal Bengala, sinafabos, flanella, chautares, semi di ricino e rebotins. Da Alessandria d'Egitto e dal Cairo, cinabro, zafferano, rame, borcados (un tipo di seta), velluti, taffeta, cammellotti, oro e argento in lingotti o monete, tappeti. Dalla Cina provenivano muschio, rabarbaro e seta, oltre a perle, cavalli, seta non lavorata e lavorata, frutti di palma da dattero, resine, sale, zolfo e molti altri beni.
Come i musulmani, molte altre popolazioni attaccarono costantemente la flotta portoghese in India e dal momento che quello Stato si trovava molto distante dalla madrepatria del Portogallo, risultò molto difficile per Giovanni III assicurarsi il dominio sull'area. Venne pertanto nominato un Viceré, ma anche questo provvedimento risultò inefficace per difendere i possedimenti portoghesi in India. Come avevano già fatto in Africa settentrionale, i portoghesi iniziarono a questo punto a creare delle feitorias (delle fortezze commerciali, presenti a Cochin, Cannanore, Coulão, Cranganore e Tanor – con l'iniziale obbiettivo di mantenere unicamente attivi i traffici commerciali nella regione.
L'ostilità di molti regni indiani e l'alleanza tra sultani e Zamorin per espellere i portoghesi rese necessario da parte degli europei privare della loro secolare sovranità agli stati locali. Il Portogallo per questo occupò militarmente alcune città chiave della costa indiana, e Goa divenne il quartier generale dell'impero portoghese nell'est dal 1512. Goa divenne nel contempo anche il punto iniziale per l'introduzione dei valori culturali e religiosi europei in India, oltre che di chiese, scuole e ospedali. Goa rimase un possedimento oltremare del Portogallo sino a quando l'India non lo reclamò nel 1961.
I portoghesi giunsero in Giappone nel 1543. Il Giappone era già noto al Portogallo dai tempi di Marco Polo che lo chiamò con il nome di Cipango. I primi portoghesi a giungere sull'isola furono secondo alcuni lo scrittore Fernão Mendes Pinto, secondo altri i navigatori António Peixoto, António da Mota e Francisco Zeimoto.
I mercanti portoghesi iniziarono i loro negoziati con il Giappone prima del 1550 e stabilirono la loro base commerciale a Nagasaki. Da allora, il commercio con il Giappone fu sotto il monopolio portoghese sotto il controllo di un capitano. Quando i portoghesi si stabilirono a Macao, le relazioni commerciali cinesi, in particolare nel commercio dell'argento con il Giappone, migliorarono notevolmente.
Dopo il viaggio di Ferdinando Magellano, i castigliani reclamarono le Molucche. Nel 1524, una conferenza di esperti composta da cartografi, cosmografi, piloti e altri, venne convocata per risolvere la disputa che ne era sorta per determinare il meridiano come stabilito dal Trattato di Tordesillas. La delegazione portoghese inviata da Giovanni III includeva tra gli altri António de Azevedo Coutinho, Diogo Lopes de Sequeira, Lopo Homem e Simão Fernandes.
La disputa venne risolta nel 1529 con il Trattato di Saragozza, siglato da Giovanni III e Carlo V di Spagna. I portoghesi pagarono 350 000 ducati d'oro alla Spagna per assicurarsi la loro presenza nell'isola, pur stabilendo che sulla base dei calcoli fatti e del trattato di Tordesillas lo Stato sarebbe comunque spettato al Portogallo.
Nel 1553, Leonel de Sousa ottenne l'autorizzazione dai portoghesi di stabilire a Canton e Macao degli uffici commerciali. Macao venne poi offerta a Giovanni III come ricompensa ai portoghesi per l'assistenza contro la pirateria marittima tra il 1557 e il 1564. La Malacca, che controllava il relativo Stretto di Malacca, era un punto di interesse vitale per i portoghesi nell'estremo oriente. Dopo una spedizione senza successo nel 1509, la Malacca venne infine conquistata da Afonso de Albuquerque, il viceré portoghese in India, il 24 agosto 1511. La Malacca venne poi conquistata dagli olandesi nel 1641.
Per seguire tutte le proprie rotte commerciali, il Portogallo dipendeva dai monsoni stagionali dell'Oceano Indiano. In inverno, i monsoni impedivano invece di viaggiare verso l'India; in estate le partenze dall'India apparivano più difficoltose. Per questo motivo il Portogallo si risolse alla necessità di creare basi stabili in India. Oltre a Goa, i portoghesi si stabilirono anche a Ceylon (attuale Sri Lanka) attraverso la conquista di molti regni locali durante tutto il XVI secolo. Ceylon rimase portoghese sino al 1658, quando venne assediata dagli olandesi in un epico assedio.

### I portoghesi in America
Durante il regno di Giovanni III l'Impero portoghese si stabilì in Sud America, con la fondazione di dodici colonie capitanali in Brasile (dal 1534 in poi), ciascuna con il proprio capitano responsabile, al punto che spesso esse si trovavano in lotta tra loro. Nel 1549 Giovanni III stabilì il Governatorato Generale del Brasile, e le dodici colonie gli divennero subordinate. Il primo governatore generale nominato da Giovanni III, Tomé de Sousa, fondò la città di Salvador (São Salvador da Bahia de Todos os Santos) nel 1549.
Immediatamente dopo la scoperta del Brasile nel 1500 i portoghesi iniziarono a importare il legno di pernambuco, schiavi e uccelli esotici. Durante il regno di Giovanni III, dopo l'iniziale colonizzazione, gli esploratori portoghesi intensificarono la ricerca di pernambuco e iniziarono la coltivazione in loco della canna da zucchero notando come essa cresceva bene in Brasile, specialmente attorno alle città di Recife e Bahía.
Negli ultimi anni di regno di Giovanni III la colonia brasiliana dei portoghesi riusciva a produrre a tal punto da compensare il graduale declino delle rendite del commercio dall'Asia, sviluppo che continuò durante il regno (1557–1578) di suo nipote e successore, Sebastiano. Dal momento che il Brasile vantava gran parte della popolazione nativa, i portoghesi iniziarono a importarvi degli schiavi africani per lavorare nelle piantagioni, in particolare dalla regione della Guinea da dove giunsero nel 1539.

### Gli ultimi anni
Dal 1539 l'erede al trono era Giovanni Manuele del Portogallo, che sposò Giovanna d'Austria, figlia di Carlo V. L'unico figlio di Giovanni III a sopravvivere all'infanzia, il principe Giovanni, era comunque malato e morì giovane (di diabete giovanile), diciotto giorni prima che sua moglie desse alla luce Sebastiano il 20 gennaio 1554. Quando Giovanni III morì di apoplessia nel 1557, il suo unico erede era il nipote di appena tre anni, Sebastiano.
Attualmente il corpo di Giovanni III riposa nel monastero dei gerolamini di Lisbona.

## Discendenti di Giovanni III
Dalla moglie, Caterina d'Asburgo, sua cugina e figlia di Filippo il Bello e di Giovanna la Pazza, (nonché sorella della sua matrigna Eleonora), principessa di Spagna (1507 – 1578):
- Alfonso (1526)
- Maria Emanuela, principessa del Portogallo (1527-1545), sposò re Filippo II di Spagna
- Isabella (1529)
- Beatrice (1530)
- Manuele (1531-1537), erede nel 1535
- Filippo (1533-1539), erede nel 1537
- Dionigi (1535-1537)
- Giovanni Manuele (1537 – 1554), erede nel 1539, sposò Giovanna d'Asburgo, principessa di Spagna, padre di re Sebastiano
- António (1539-1540)

Dall'amante Isabel Moniz ebbe anche un figlio illegittimo:
- Duarte (1521 - 1543), arcivescovo di Braga

## Ascendenza
|                             |                       |                          | Genitori                            |  |  | Nonni |  |  | Bisnonni                 |  |  | Trisnonni                 |  |
|                             |                       |                          |                                     |  |  |       |  |  | Edoardo I del Portogallo |  |  | Giovanni I del Portogallo |  |
|                             |                       |                          |                                     |  |  |       |  |  | Edoardo I del Portogallo |  |  | Giovanni I del Portogallo |  |
|                             |                       | Filippa di Lancaster     |                                     |  |  |       |  |  | Edoardo I del Portogallo |  |  |                           |  |
| Ferdinando d'Aviz           |                       |                          |                                     |  |  |       |  |  | Edoardo I del Portogallo |  |  |                           |  |
|                             |                       | Eleonora di Trastamara   | Ferdinando I d'Aragona              |  |  |       |  |  |                          |  |  |                           |  |
|                             |                       | Eleonora di Trastamara   | Ferdinando I d'Aragona              |  |  |       |  |  |                          |  |  |                           |  |
|                             |                       | Eleonora di Trastamara   | Eleonora d'Alburquerque             |  |  |       |  |  |                          |  |  |                           |  |
| Manuele I del Portogallo    |                       | Eleonora di Trastamara   |                                     |  |  |       |  |  |                          |  |  |                           |  |
|                             |                       | Giovanni d'Aviz          | Giovanni I del Portogallo           |  |  |       |  |  |                          |  |  |                           |  |
|                             |                       | Giovanni d'Aviz          | Giovanni I del Portogallo           |  |  |       |  |  |                          |  |  |                           |  |
|                             |                       | Giovanni d'Aviz          | Filippa di Lancaster                |  |  |       |  |  |                          |  |  |                           |  |
| Beatrice d'Aviz             |                       | Giovanni d'Aviz          |                                     |  |  |       |  |  |                          |  |  |                           |  |
|                             |                       | Isabella di Braganza     | Alfonso I di Braganza               |  |  |       |  |  |                          |  |  |                           |  |
|                             |                       | Isabella di Braganza     | Alfonso I di Braganza               |  |  |       |  |  |                          |  |  |                           |  |
|                             |                       | Isabella di Braganza     | Beatrix Pereira de Alvim            |  |  |       |  |  |                          |  |  |                           |  |
| Giovanni III del Portogallo |                       | Isabella di Braganza     |                                     |  |  |       |  |  |                          |  |  |                           |  |
|                             | Giovanni II d'Aragona | Ferdinando I d'Aragona   |                                     |  |  |       |  |  |                          |  |  |                           |  |
|                             | Giovanni II d'Aragona | Ferdinando I d'Aragona   |                                     |  |  |       |  |  |                          |  |  |                           |  |
|                             | Giovanni II d'Aragona | Eleonora d'Alburquerque  |                                     |  |  |       |  |  |                          |  |  |                           |  |
| Ferdinando II d'Aragona     | Giovanni II d'Aragona |                          |                                     |  |  |       |  |  |                          |  |  |                           |  |
|                             |                       | Giovanna Enríquez        | Federico Enríquez                   |  |  |       |  |  |                          |  |  |                           |  |
|                             |                       | Giovanna Enríquez        | Federico Enríquez                   |  |  |       |  |  |                          |  |  |                           |  |
|                             |                       | Giovanna Enríquez        | Marina Fernández di Cordoba e Ayala |  |  |       |  |  |                          |  |  |                           |  |
| Maria di Trastámara         |                       | Giovanna Enríquez        |                                     |  |  |       |  |  |                          |  |  |                           |  |
|                             |                       | Giovanni II di Castiglia | Enrico III di Castiglia             |  |  |       |  |  |                          |  |  |                           |  |
|                             |                       | Giovanni II di Castiglia | Enrico III di Castiglia             |  |  |       |  |  |                          |  |  |                           |  |
|                             |                       | Giovanni II di Castiglia | Caterina di Lancaster               |  |  |       |  |  |                          |  |  |                           |  |
| Isabella di Castiglia       |                       | Giovanni II di Castiglia |                                     |  |  |       |  |  |                          |  |  |                           |  |
|                             |                       | Isabella d'Aviz          | Giovanni d'Aviz                     |  |  |       |  |  |                          |  |  |                           |  |
|                             |                       | Isabella d'Aviz          | Giovanni d'Aviz                     |  |  |       |  |  |                          |  |  |                           |  |
|                             |                       | Isabella d'Aviz          | Isabella di Braganza                |  |  |       |  |  |                          |  |  |                           |  |
|                             |                       | Isabella d'Aviz          |                                     |  |  |       |  |  |                          |  |  |                           |  |